# Markas Luckis
Markas (Marcos) Luckis (17 de gener de 1905, Pskov, Rússia – 9 de febrer de 1973, Argentina) fou un mestre d'escacs lituà-argentí.
El seu millor rànquing Elo s'ha estimat en 2560 punts, el gener de 1950, moment en què tenia 45 anys, cosa que el situaria en 70è lloc mundial en aquella data. Segons chessmetrics, va ser el 55è millor jugador mundial en una ocasió, el gener de 1945.

## Resultats destacats en competició
Luckis va guanyar el campionat de Kaunas els anys 1927 i 1928. Kaunas era la capital transitòria de Lituània durant el període d'entreguerres, i el campió de Kaunas, en els anys anteriors, (Aleksandras Machtas), havia estat considerat el Campió nacional de Lituània.
Markas Luckis va representar Lituània en cinc Olimpíades d'escacs oficials, i en una de no oficial.
- El juliol de 1931, al tauler reserva, a la IV Olimpíada a Praga (+5 –4 =6);[4]
- El juliol de 1933, al quart tauler, a la V Olimpíada a Folkestone (+3 –4 =1);
- L'agost de 1935, al tauler reserva a la VI Olimpíada, a Varsòvia (+8 –2 =6);
- L'agost/setembre de 1936, al quart tauler, a la III Olimpíada no oficial a Múnic (+9 –2 =9);
- El juliol/agost de 1937, al quart tauler, a la VII Olimpíada a Estocolm (+7 –1 =9);
- L'agost/setembre de 1939, al tercer tauler, a la VIII Olimpíada a Buenos Aires (+7 –8 =5).

Luckis va guanyar-hi tres medalles individuals: una d'argent el 1936, i dues de bronze, el 1935 i 1937.

### L'exili a l'Argentina
El setembre de 1939, quan va esclatar la II Guerra Mundial, en Luckis, igualment com molts altres participants en la VIII Olimpíada que s'estava celebrant a Buenos Aires (Najdorf, Stahlberg, Frydman, Eliskases, Michel, Engels, Becker, Reinhardt, Pelikan, Skalička, Raud, Feigins, Czerniak, Rauch, Winz, Gromer, Sulik, Seitz, de Ronde, Kleinstein, Sonja Graf, Paulette Schwartzmann, etc.), va decidir no tornar a Europa i romandre a l'Argentina.
L'octubre de 1939, fou 8è al Torneig de Buenos Aires (Círculo Ajedrecístico), que fou guanyat per Miguel Najdorf i Paul Keres. El 1941, fou 5è a Sao Pedro de Piracicaba (els guanyadors foren Erich Eliskases i Carlos Guimard. El 1941, fou 2n, rere Eliskases, a Montevideo.
Marcos Luckis va jugar diversos cops en els torneigs internacionals de Mar del Plata. El març de 1941 fou setzè al IV Torneig de Mar del Plata, (el campió fou Gideon Stahlberg). El 1942, empatà als llocs 6è-7è. El 1946, empatà als llocs 5è-8è. El 1947, fou 16è. El 1948, empatà als llocs 10è-12è. El 1949, fou 5è. El 1950, fou 17è. El 1952, empatà als llocs 11è-13è. El 1962, empatà als llocs 7è-8è.
Luckis va participar també al Campionat de l'Argentina. El 1941, hi acabà 1r, però no va guanyar el títol, ja que hi participava fora de concurs com a estranger (era encara ciutadà lituà).
 El 1947, fou 2n, rere Hector Rossetto. El 1961, fou 2n, altre cop rere Rossetto. El 1963, empatà als llocs 8è-9è (el torneig el guanyà Raimundo Garcia). El 1965, empatà als llocs 10è-11è (el campió fou Raúl Sanguinetti).
El 1951, empatà als llocs 14è-16è al Zonal de Mar del Plata/Buenos Aires (1r torneig Zonal de Sud-amèrica). El 1966, empatà als llocs 11è-13è al Zonal de BuenosAires/Rio Hondo.

## Partides notables
- Markas Luckis vs Karel Skalička (CSR), Prague 1931, 4th Olympiad, Queen's Gambit Declined, Classical, D61, 1-0 Arxivat 2007-03-10 a Wayback Machine.
- Markas Luckis vs Arthur MacKenzie (SCO), Folkestone 1933, 5th Olympiad, King's Indian, Fianchetto, E67, 1-0
- Markas Luckis vs Moshe Czerniak (Palestine), Warsaw 1935, 6th Olympiad, Slav Defence, D11, 1-0 Arxivat 2007-03-10 a Wayback Machine.
- Markas Luckis vs Victor Kahn (FRA), Buenos Aires 1939, 8th Olympiad, Queen's Gambit Declined, Semi-Tarrasch, D41, 1-0 Arxivat 2007-03-10 a Wayback Machine.
- Mieczysław (Miguel) Najdorf vs Markas (Marcos) Luckis, Buenos Aires(Circulo) 1939, Sicilian, Dragon, B72, 0-1
- Marcos Luckis vs Hector Rossetto, Montevideo 1941, Grünfeld, Russian Variation, D96, 1-0 Arxivat 2007-03-10 a Wayback Machine.
- Marcos Luckis vs Gideon Stahlberg, Mar del Plata 1944, Sicilian, Scheveningen, B84, 1-0 Arxivat 2007-03-10 a Wayback Machine.
- Marcos Luckis vs Donald Byrne, La Plata–New York radio match 1947, King’s Indian, Classical, E94, 1-0 Arxivat 2007-03-10 a Wayback Machine.
- Francisco Benko vs Marcos Luckis, Buenos Aires 1961, ARG-ch, Caro-Kann, Panov Attack, B14, 0-1 Arxivat 2007-03-11 a Wayback Machine.
- Alberto Foguelman vs Marcos Luckis, Buenos Aires 1965, ARG-ch, Catalan, Closed, E09, 0-1 Arxivat 2007-03-11 a Wayback Machine.